# Akustyka
Akustyka (stgr. ἀκουστός  akustós „słyszalny” od  ἀκούω akuo „słyszę”) – dział fizyki i techniki zajmujący się zjawiskami związanymi z powstawaniem, propagacją i oddziaływaniem fal akustycznych. Ze względu na różnorodność działów akustyka jest obecnie traktowana jako nauka interdyscyplinarna, obejmująca poświęconą zagadnieniom podstawowym akustykę ogólną, oraz szereg działów akustyki stosowanej, zajmujących się praktycznym zastosowaniem zjawisk akustycznych.

## Działy
Do działów akustyki należą między innymi:
- Akustyka fizyczna dzieląca się z kolei na akustykę liniową i nieliniową, akustykę molekularną i kwantową oraz akustooptykę (optoakustykę).
- Geoakustyka dzieląca się na akustykę podwodną, akustykę morza oraz akustykę atmosferyczną, hydroakustyka zajmująca się propagacją fal akustycznych w wodzie oraz astroakustykę zajmującą się sprężystymi własnościami materii gwiazd, rolą fal akustycznych w procesach powstawania i rozwoju gwiazd oraz procesami wewnątrzgwiazdowymi.
- Akustyka słuchu dzieląca się na psychoakustykę (inaczej akustykę psychologiczną), zajmującą się zjawiskami percepcji dźwięku oraz akustykę fizjologiczną zajmująca się fizjologią układu słuchowego.
- akustyka mowy - akustyka mowy, dział akustyki zajmujący się badaniem struktury głosu ludzkiego.
- Akustyka foniczna, obejmująca zakres częstotliwości słyszalnych przez człowieka od 20 Hz do 20–22 kHz (częstotliwości w przedziale 16–20 Hz są jedynie wyczuwane przez człowieka), akustyka ultradźwięków obejmująca częstotliwości większe od słyszalnych oraz akustyka infradźwięków obejmująca częstotliwości mniejsze (od ułamków do kilku herców). Akustykę foniczną można z kolei podzielić na akustykę mowy, akustykę muzyczną, akustykę cybernetyczną, elektroakustykę, akustykę wnętrz dzielącą się z kolei na akustykę architektoniczną i budowlaną, akustykę urbanistyczną oraz akustykę środowiska.
- Akustyka przemysłowa – wibroakustyka.
- Akustyka okrętowa.
- Bioakustyka zajmująca się wpływem fal akustycznych na organizmy żywe i akustyka biomedyczna zajmująca się zastosowaniem fal akustycznych w medycynie.
- Elektroakustyka.
- Akustyka kryminalna, której przedmiotem jest analiza sygnałów akustycznych (głównie ich nagrań) na potrzeby sądownictwa. W obrębie zainteresowań akustyki przestępstwa znajdują się między innymi: badania fonoskopijne (patrz: fonoskopia), identyfikacja i autentyzacja mówców, weryfikacja autentyczności nagrań (dobrze znana wszystkim Polakom z afer Oleksego i Rywina) oraz identyfikacja zdarzeń akustycznych zarejestrowanych na nośniku dźwięku.

Badania akustyczne mają szczególne znaczenie w oceanografii, przemyśle fonograficznym, przemyśle maszynowym, a zwłaszcza lotniczym (porównaj: defektoskopia) i samochodowym, a także w architekturze i wielu gałęziach gospodarki.

## Dziedziny pokrewne
- Termoakustyka
- Informatyka
- Automatyka
- Kompresja danych
- Elektronika
- Cyfrowe przetwarzanie sygnałów